# Пиккер (эстонская мифология)
Пи́ккер (эст. Pikker), в русском переводе Пи́кне — персонаж эстонского народного эпоса «Калевипоэг», бог грозы и молний. Упоминается в третьей песне эпоса, а также, косвенно — в некоторых других.

## Песнь третья
Сыновья Калева на охоте * Похищение Линды * Возвращение сыновей
Тёплым летним днём младший сын Калева сидит на берегу моря и любуется волнами. Вдруг ветер свежеет, полнеба темнеет, надвигается грозовая туча.
Эйке-гром в телеге медной

Прогремел мостом железным,

На скаку огонь метал он,

Искры сыпал, пролетая.

Налетел и старый Пикне,

Грохотал он, наступая,

Бросил молнию на землю.

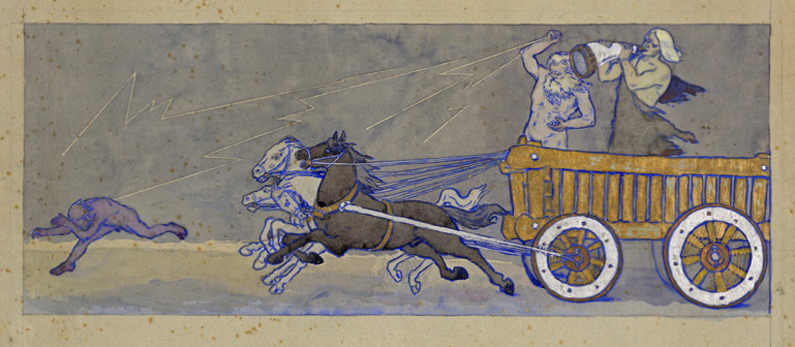
Иллюстрация «Пиккер». Оскар Каллис

Духи зла, перепугавшись, со всех ног улепётывают в море, прыгают в волны. Сын Калева ныряет  за ними, богатырскими руками хватает духов и, забив ими сумку доверху, выгребает на берег.
...Адских выродков из сумки

Вытряс в ярости на камни!

Их увидел грозный Пикне,

Искрошил прутом железным —

Волчьей стае на съеденье.

## Эпос «Калевипоэг». Песнь пятая
Калевипоэг в Суоми * Могучий дуб * Расправа с Тусларом
Калевипоэг ищет свою мать Линду, которую похитил колдун Туслар, и, найдя Туслара, оглушает того почти насмерть. Он плачет, сожалея о том, что, «обуянный жаждой мести», сначала не узнал у Туслара о судьбе Линды. Ослабнув, Калевипоэг засыпает и видит сон, где его мать, молодая и весёлая, качается на качелях и поёт:
Вы качайтесь, подымайтесь
Выше, лёгкие качели!
Чтоб видна была я всюду,
Далеко видна в округе...
Пусть увидят земли Кунглы
Юбку, платье парчевое,
Пусть узоры видит Пикне,
Звёзды — вышитый передник...